# Я.Онлайн
Я. Онлайн — заборонена в Україні програма миттєвого обміну повідомленнями за протоколом Jabber та сповіщення про нову електронну пошту від Яндекс.
Я. Онлайн розроблений на основі вихідних кодів Psi.
Для роботи на мобільних пристроях існує програма Мобільний Я. Онлайн. Ця версія програми-клієнта працює на мобільних пристроях і КПК з ОС Symbian, Windows Mobile та телефонах з підтримкою J2ME.

## Особливості
Програма інтегрована з онлайн-сервісами Яндекс, насамперед поштою та блогами Я.ру. Месенджер повідомляє про нову пошту та зміни настроїв Я.ру. Також через Я.Онлайн можна слідкувати за своїм обліковим записом та отримувати повідомлення з соціальних мереж Одноклассники.ru і В Контакте. 
Додатково Я.Онлайн інформує про стан завантаженості доріг, пробки (через Яндекс.Пробки), погоду, можна виконувати пошук через Яндекс інформації в Інтернеті.
Також є функція збереження історії повідомлень на сервері Яндекс.